# Siphonoporella aviculifera
Siphonoporella aviculifera är en mossdjursart som beskrevs av Silén 1941. Siphonoporella aviculifera ingår i släktet Siphonoporella och familjen Steginoporellidae. Inga underarter finns listade i Catalogue of Life.